# Église Saint-Pierre de Maubroux
L'église Saint-Pierre de Maubroux est une église de style moderniste située à Genval, section de la commune belge de Rixensart, dans la province du Brabant wallon.

## Localisation et orientation
L'église se dresse dans l'étroit triangle délimité par l'avenue Albert Ier, la rue de Rosières et la rue de la Station, à Maubroux, un hameau de Genval situé tout près de la gare de Genval.
En raison de cette situation le long de la chaussée, l'église présente une orientation inhabituelle. Au lieu d'être « orientée », c'est-à-dire de posséder un chevet dirigé vers l'orient, elle dirige son chevet vers le nord-ouest.

## Historique

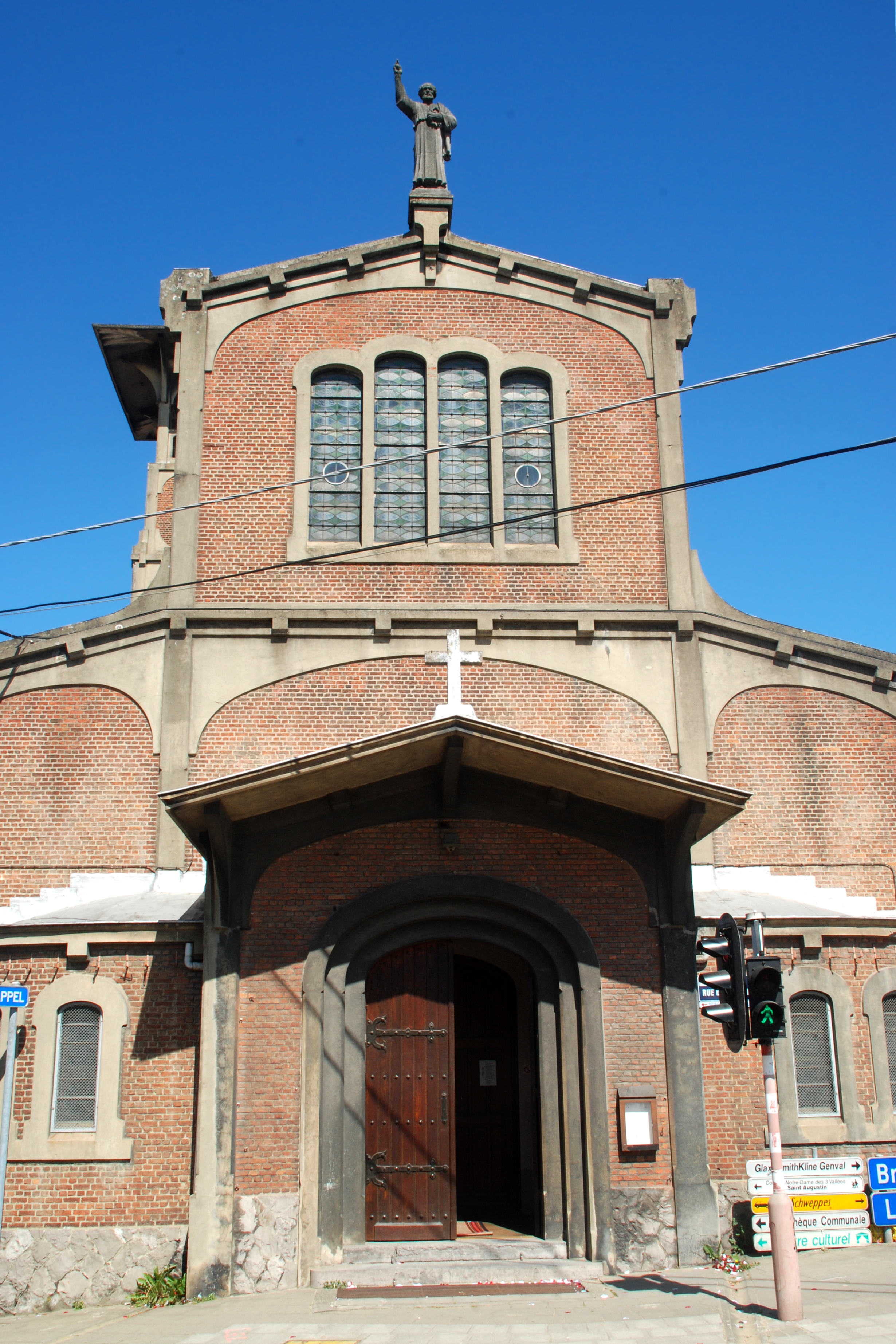
La façade occidentale

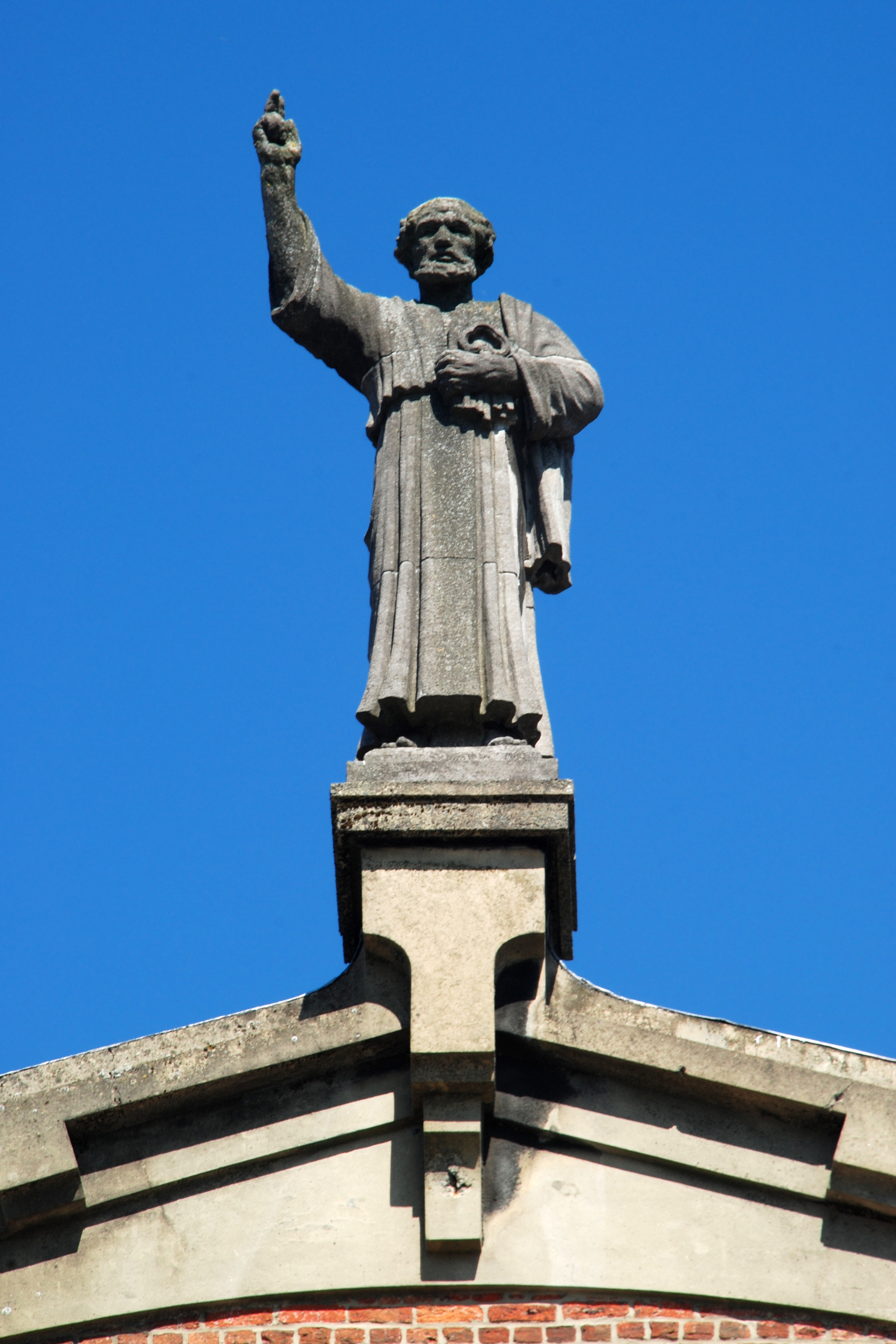
La statue de saint Pierre

Le hameau de Maubroux connaît un important développement à la fin du XIXe siècle et au début du XXe siècle à la suite de la création d'un lac artificiel, à l'exploitation des sources et à la création des Papeteries de Genval par Auguste Lannoye,.
Ce développement amène les autorités ecclésiastiques à fonder une nouvelle paroisse.
L'église est construite en mémoire de son fils Pierre décédé de la diphtérie à l'âge de cinq ans,, par Auguste Lannoye (1874 - 1938), fondateur des Papeteries de Genval en 1904 et bourgmestre de Genval de 1926 à sa mort en 1938.
Lannoye édifie l'église en 1923 avec l'aide des ingénieurs de son usine.

## Architecture

### Maçonneries
L'église Saint-Pierre présente des façades combinant soubassement de moellons, structure apparente en béton, briques rouges et ornements en béton. Elle est d'ailleurs la première église belge à avoir été construite avec une structure en béton.

### Baies
Toutes les baies de l'église Saint-Pierre présentent un encadrement de béton surmonté d'un arc en anse de panier. Leur encadrement est agrémenté, dans sa partie supérieure et dans sa partie inférieure, de crossettes, ressauts décoratifs situés aux angles de l'encadrement qui caractérisent habituellement l'architecture classique et néo-classique.

### Façade principale
La façade principale, située au sud-est, est précédée d'un large porche en béton abritant une porte cintrée à triple voussure. Le porche est flanqué de deux petites chapelles.
La façade comporte deux registres. Le registre inférieur est tripartite : sa partie centrale est composée d'un panneau de briques rouges surmonté d'un large arc en anse de panier en béton tandis que les deux parties latérales (correspondant aux collatéraux) sont sommées chacune d'un arc rampant.
Le registre supérieur, pour sa part, est composé d'un panneau de briques percé d'un groupe de quatre baies de hauteurs variables. Ce panneau de briques est flanqué de pilastres en béton aux angles chanfreinés sur une partie de leur hauteur, supportant un large arc en anse de panier en béton surmonté par une statue de saint Pierre bénissant.

### Façades latérales
Chacune des façades latérales comporte trois travées. Chaque travée est percée, au niveau inférieur, d'une vaste baie en anse de panier et, au niveau supérieur, d'un couple de baies géminées.
|  |  |

### Clocher

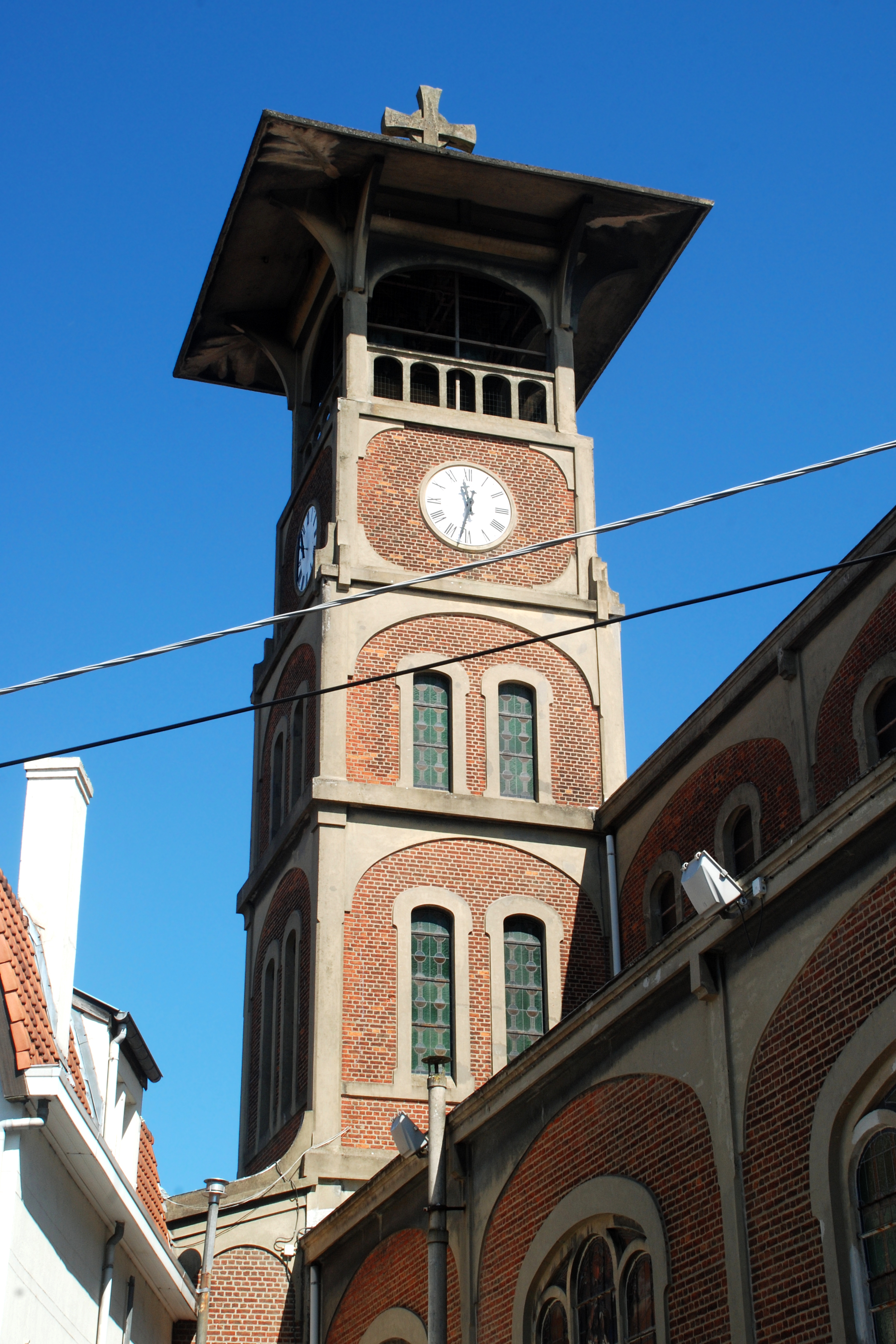
Le clocher

À l'ouest, l'église présente un étrange clocher de quatre étages. Le premier et le deuxième étage sont percés sur chaque face d'une paire de baies géminées, inscrites sous un arc en anse de panier. Le troisième étage porte les horloges tandis que le quatrième, bordé de parapets en béton, abrite les cloches sous un large toit débordant sommé d'une grande croix en béton.